# Meldon
Meldon är en ort och civil parish i Storbritannien.   Den ligger i grevskapet och kommunen Northumberland i riksdelen England, i den centrala delen av landet, 400 km norr om huvudstaden London. Meldon ligger 118 meter över havet och antalet invånare är 162.
Terrängen runt Meldon är platt, och sluttar österut. Runt Meldon är det ganska tätbefolkat, med 139 invånare per kvadratkilometer. Närmaste större samhälle är Morpeth, 8,1 km nordost om Meldon. Trakten runt Meldon består i huvudsak av gräsmarker.